# Блаунт, Уильям, 7-й барон Маунтжой
Уильям Блаунт (англ. William Blount; приблизительно 1561 — 1594) — английский аристократ, 7-й барон Маунтжой с 1582 года.
Уильям Блаунт принадлежал к старинному английскому роду, представители которого владели землями в Дербишире и с 1465 года заседали в Палате лордов как бароны Маунтжой. Он был старшим сыном Джеймса Блаунта, 6-го барона Маунтжоя, и Кэтрин Ли. Уильям родился приблизительно в 1561 году. В 1582 году, после смерти отца, он унаследовал семейные владения и титул. Блаунт умер в 1594 году неженатым, так что его наследником стал младший брат Чарльз.